# 薩多韋 (戈夏區)
50°42′32″N 26°38′24″E / 50.70889°N 26.64000°E
薩多韋（烏克蘭語：Садове），是烏克蘭西北部的村莊，隸屬里夫內州的里夫內區。該村始建於1531年，面積2.26平方公里，海拔高度205米，2001年人口543，人口密度每平方公里240.4人。